# Camiliören, Gülağaç
Camiliören là một xã thuộc huyện Gülağaç, tỉnh Aksaray, Thổ Nhĩ Kỳ. Dân số thời điểm năm 2010 là 776 người.